# Запис Милошевића крушка (Јежевица)
Запис Милошевића крушка (Јежевица) се налази на парцели чији је власник Милошевић Миломир.

## Локација
| Општина             | Чачак                                                                       |
| Катастарска општина | Јежевица                                                                    |
| Потес               | Грујанска коса                                                              |
| Координате          | 43° 49′ 22″ С; 20° 25′ 04″ И / 43.822800000000001° С; 20.417899999999999° И |
| Надморска висина    | 281m                                                                        |

## Карактеристике
Дендрометријске вредности утврђене на терену и сателитским снимцима:
| Стабло                     | Крушка |
| Висина стабла              | m      |
| Обим дебла                 | m      |
| Пречник крошње             | 8m     |
| Пречник дебла              | m      |
| Висина дебла до прве гране | m      |

## База записа
Запис је у оквиру Викимедија пројекта "Запис - Свето дрво" заведен под редним бројем 0798.